# Straach
Straach is een plaats en voormalige gemeente in de Duitse deelstaat Saksen-Anhalt, en maakt deel uit van het district Wittenberg.
Straach telt 880 inwoners.